# Petra Burka
Pour les articles homonymes, voir Burka.
Petra Burka, née le 17 novembre 1946 à Amsterdam, est une ancienne patineuse artistique canadienne. Elle a remporté une médaille de bronze olympique et un titre de championne du monde.

## Biographie

### Carrière sportive
Petra a déménagé au Canada en 1951 avec ses parents. Sa mère est l'ancienne championne hollandaise Ellen Burka. Elle a remporté son premier titre de championne du Canada en tant que junior en 1962 et elle devient la première femme à exécuter un triple Salchow en compétition. Cela lui permit d'aller aux Championnats du monde pour la première fois où elle termina 4e. En 1964, elle remporte une médaille de bronze aux Jeux olympiques d'Innsbruck avec une performance qualifiée d'éblouissante. En 1965, elle remporte les 3 titres de championne : du Canada, de l'Amérique du Nord et du monde. Elle devient également la première femme à réussir un triple Salchow lors d'un championnat du monde et elle est la première canadienne depuis Barbara Ann Scott à remporter la couronne mondiale. Petra a également remporté 2 médailles de bronze aux championnats du monde. Elle s'est retirée en 1966, et elle a patiné dans une troupe professionnelle jusqu'en 1969.

### Reconversion
Depuis sa retraite de la compétition, elle est devenue entraîneur. Elle a également été analyste de patinage artistique à la télévision pour les réseaux CBC (Canada) et CBS (États-Unis).
Petra a remporté 2 fois consécutive le Trophée Lou Marsh. Elle a également été intronisée au Temple de la renommée des sports au Canada en 1966, au Temple de la renommée de l'Association olympique canadienne en 1972, à l'Ontario Sport Legends Hall of Fame en 1995 et au Temple de la renommée de Patinage Canada en 1997.

## Palmarès
| Compétition                                                                                            | 1961 | 1962 | 1963 | 1964 | 1965 | 1966 |
| Jeux olympiques d'hiver                                                                                |      |      |      | 3e   |      |      |
| Championnats du monde                                                                                  | CA   | 4e   | 5e   | 3e   | 1re  | 3e   |
| Championnats d'Amérique du Nord                                                                        |      |      | 2e   |      | 1re  |      |
| Championnats du Canada                                                                                 |      | 2e   | 2e   | 1re  | 1re  | 1re  |
| Légende : CA = Championnats du monde 1961 annulés à cause de la catastrophe aérienne du vol 548 Sabena |      |      |      |      |      |      |